# هفت شب در ژاپن
هفت شب در ژاپن (انگلیسی: Seven Nights in Japan) فیلمی در ژانر کمدی رمانتیک به کارگردانی لوئیس گیلبرت است. از بازیگران آن می‌توان به مایکل یورک و چارلز گری اشاره کرد.